# Segundo Dutari Rodríguez
Segundo Dutari Rodríguez (Villa del Rosario, provincia de Córdoba, Argentina, 3 de julio de 1870 - Córdoba, Argentina, 1928) fue un político y cooperador laico argentino.

## Familia
Sus padres fueron Norberto Domingo Dutari Iturria, inmigrante español nacido en Urdax (Navarra), y Pilar Rodríguez Rodríguez. Se casó en primeras nupcias con María Ana Leal, de este matrimonio nacieron José Ignacio y Luis Norberto. 
Después de enviudar, contrajo segundas nupcias con Luisa Castellano. 
Sus hijos fueron María Luisa, Eduardo Francisco y María del Carmen.

## Política
En 1905, fue nombrado gobernador de la provincia de Santa Cruz, en ese entonces Territorio Nacional, cargo que ocupó hasta 1907. 
Regresó a su provincia natal, donde fue candidato a diputado provincial en las elecciones de 1907.

## Periodismo
Fue el fundador del diario católico de Córdoba, Los Principios y su primer director. 
Además, fue subastador público y cooperador salesiano.
- Datos: Q6123819